# Olympische Winterspiele 2014/Biathlon
Bei den XXII. Olympischen Winterspielen 2014 in Sotschi fanden elf Wettbewerbe im Biathlon statt. Austragungsort war das Laura Biathlon- und Skilanglaufzentrum in Krasnaja Poljana, eine Anlage auf dem Psechako-Bergkamm (Chrebet Psechako).

## Biathlon-Anlage
Die Anlage ist etwa sechs Kilometer von Krasnaja Poljana entfernt und umfasst ein Langlauf- und Biathlon-Stadion für jeweils 7.500 Zuschauer. In der Vorsaison war sie mit Rennen des Biathlon-Weltcups eingeweiht worden. Der Name „Laura“ ist hergeleitet von einem wilden Gebirgsfluss des Kaukasus.

## Wettbewerbe
Ausgetragen wurden wie bei den vorangegangenen Spielen in Vancouver die jeweils fünf Wettbewerbe für Frauen und Männer Sprint, Verfolgung, Einzelwettkampf, Massenstart und Staffel. Neu zum olympischen Programm der Biathleten gehörte nun auch die bei Weltmeisterschaften 2005 erstmals ausgetragene Mixed-Staffel. Für diese Staffel hatte zweimal eine eigene WM stattgefunden, bevor sie 2007 ins allgemeine WM-Angebot aufgenommen worden war.
Die Rennen gehörten nicht wie zuvor bei Weltmeisterschaften in den nicht-olympischen Jahren zum Biathlon-Weltcup. Lediglich für die Mixed-Staffel gab es Weltcuppunkte, da die siegreiche Nation in dieser Wertung ansonsten nur aus einem im Weltcup ausgetragenen Rennen im schwedischen Östersund hätte ermittelt werden müssen. Punkte für den Nationencup wurden in der Mixed-Staffel bei den Olympischen Spielen jedoch nicht vergeben.

## Doping
Überschattet waren die gesamten Olympischen Winterspiele von einer in diesem Ausmaß im Biathlonsport bisher nicht aufgetretenen Dopingproblematik.
Zunächst wurde noch während der Spiele die deutsche Biathletin Evi Sachenbacher-Stehle nach bewiesener Einnahme verbotener Mittel nachträglich disqualifiziert und mit einer Sperre belegt. Im Massenstart hatte sie ursprünglich den 4. Platz belegt und war mit der Mixed-Staffel auf Platz vier eingelaufen. Sie beendete anschließend ihre Karriere.
Was zwei Jahre nach Austragung der Spiele zu Tage kam, sprengte jeden bisher bekannten Rahmen. Den russischen Offiziellen wurde systematisches Dopen bis hin zur Vertuschung von Dopingergebnissen der eigenen Sportler durch Vertauschen von Proben nachgewiesen, was weitreichende Folgen für den russischen Sport hatte. So wurden russische Athleten von vielen Verbänden bis auf Einzelfälle gänzlich von Wettkämpfen ausgeschlossen – nicht jedoch im Biathlon. Hier wurden Weltcup-Veranstaltungen in Russland abgesagt und die bereits vergebene Austragung einer Weltmeisterschaft dem Land wieder entzogen.
Konkret betroffen von dopingbedingten Disqualifikationen waren zwei russische Biathletinnen:
- Olga Saizewa – Sie wurde nach bewiesenem Verstoß gegen die Antidopingbestimmungen 2017 lebenslang von allen auf Olympische Spiele bezogene Funktionen ausgeschlossen, ihre unter anderem in Sotschi erzielten Resultate wurden annulliert. Davon betroffen waren alle vier Einzelwettbewerbe (Sprint: Patz 28, Verfolgung: 11., Einzel: 15., Massenstart: 23.) sowie auch die Frauenstaffel (Rang 2) und Mixed-Staffel (5.). In den Staffeln waren somit auch Saizewas Kollegen mitbetroffen. Eine Medaille hatte es für Olga Saizewa nur in der Frauenstaffel gegeben. Diese musste sie wie ihre Mitstreiter nun abgeben.[3]
- Jekaterina Glasyrina – Die nur im Einzelwettkampf eingesetzte Athletin (Platz 61) wurde vom 10. Februar 2017 bis 9. Februar 2019 gesperrt, ihre zwischen dem 19. Dezember 2013 und 10. Februar 2017 erzielten Ergebnisse wurden gestrichen.[4]

Die vom IOC ursprünglich ausgesprochene dopingbedingten Disqualifikation gegenüber zwei weiteren russischen Athletinnen – Olga Wiluchina und Jana Romanowa – wurde später vom Internationalen Sportgerichtshof CAS wieder zurückgenommen.
Im Zuge der Auswertung der LIMS-Datenbank des Moskauer Anti-Doping-Labors wurde 2018 eine nicht gemeldete positive Probe aus dem August 2013 von Jewgeni Ustjugow bekannt, der mit der russischen Männerstaffel Olympiasieger geworden war. Das Anti-Doping-Panel der Internationalen Biathlon-Union (IBU) annullierte im Februar 2020 alle Ergebnisse Ustjugows aus der Saison 2013/14, inklusive der Olympischen Spiele. Im September 2024, sechs Jahre nach dem ersten Bekanntwerden der Vorwürfe, bestätigte der CAS in letzter Instanz das Urteil gegen Ustjugow. Das IOC hatte der russischen Staffel ihre Goldmedaillen bereits zuvor aberkannt. Eine Neuvergabe ist bislang noch nicht erfolgt, da Ustjugow in Revision vor das Schweizer Bundesgericht gezogen ist.

## Bilanz

### Medaillenspiegel
| Platz  | Land        | Gold | Silber | Bronze | Gesamt |
| ------ | ----------- | ---- | ------ | ------ | ------ |
| 01     | Norwegen    | 3    | 2      | 1      | 6      |
| 02     | Belarus     | 3    | –      | 1      | 4      |
| 03     | Frankreich  | 2    | 1      | 1      | 4      |
| 04     | Ukraine     | 1    | –      | 1      | 2      |
| 05     | Slowakei    | 1    | –      | –      | 1      |
| 06     | Tschechien  | –    | 3      | 3      | 6      |
| 07     | Deutschland | –    | 2      | –      | 2      |
| 08     | Österreich  | –    | 1      | 1      | 2      |
| 08     | Russland    | –    | 1      | 1      | 2      |
| 10     | Schweiz     | –    | 1      | –      | 1      |
| 11     | Italien     | –    | –      | 1      | 1      |
| 11     | Slowenien   | –    | –      | 1      | 1      |
| Gesamt | Gesamt      | 10   | 11     | 11     | 33     |

### Medaillengewinner
Männer
| Disziplin          | Gold                       | Silber                                                        | Bronze                                                                       |
| ------------------ | -------------------------- | ------------------------------------------------------------- | ---------------------------------------------------------------------------- |
| 10 km Sprint       | Ole Einar Bjørndalen (NOR) | Dominik Landertinger (AUT)                                    | Jaroslav Soukup (CZE)                                                        |
| 12,5 km Verfolgung | Martin Fourcade (FRA)      | Ondřej Moravec (CZE)                                          | Jean-Guillaume Béatrix (FRA)                                                 |
| 15 km Massenstart  | Emil Hegle Svendsen (NOR)  | Martin Fourcade (FRA)                                         | Ondřej Moravec (CZE)                                                         |
| 20 km Einzel       | Martin Fourcade (FRA)      | Erik Lesser (GER)                                             | Jewgeni Garanitschew (RUS)                                                   |
| 4 × 7,5 km Staffel | vakant                     | DeutschlandErik Lesser Daniel Böhm Arnd Peiffer Simon Schempp | ÖsterreichChristoph Sumann Daniel Mesotitsch Simon Eder Dominik Landertinger |

Frauen
| Disziplin           | Gold                                                                       | Silber                                                            | Bronze                                                                       |
| ------------------- | -------------------------------------------------------------------------- | ----------------------------------------------------------------- | ---------------------------------------------------------------------------- |
| 7,5 km Sprint       | Anastasiya Kuzmina (SVK)                                                   | Olga Wiluchina (RUS)                                              | Wita Semerenko (UKR)                                                         |
| 10 km Verfolgung    | Darja Domratschawa (BLR)                                                   | Tora Berger (NOR)                                                 | Teja Gregorin (SLO)                                                          |
| 12,5 km Massenstart | Darja Domratschawa (BLR)                                                   | Gabriela Soukalová (CZE)                                          | Tiril Eckhoff (NOR)                                                          |
| 15 km Einzel        | Darja Domratschawa (BLR)                                                   | Selina Gasparin (SUI)                                             | Nadseja Skardsina (BLR)                                                      |
| 4 × 6 km Staffel    | UkraineWita Semerenko Julija Dschyma Walentyna Semerenko Olena Pidhruschna | NorwegenFanny Horn Tiril Eckhoff Ann Kristin Flatland Tora Berger | TschechienEva Puskarčíková Gabriela Soukalová Jitka Landová Veronika Vítková |

Mixed
| Disziplin     | Gold                                                                       | Silber                                                                       | Bronze                                                              |
| ------------- | -------------------------------------------------------------------------- | ---------------------------------------------------------------------------- | ------------------------------------------------------------------- |
| Mixed-Staffel | NorwegenTora Berger Tiril Eckhoff Ole Einar Bjørndalen Emil Hegle Svendsen | TschechienVeronika Vítková Gabriela Soukalová Jaroslav Soukup Ondřej Moravec | ItalienDorothea Wierer Karin Oberhofer Dominik Windisch Lukas Hofer |

## Quotenplätze
Am 18. Februar 2013, einen Tag nach dem Ende der Biathlon-Weltmeisterschaften 2013 von Nové Město na Moravě, wurden die ersten festen Quotenstartplätze für die Nationalen Olympischen Komitees vergeben. Sie basieren auf den Ergebnissen der Nationalverbände bei den Weltmeisterschaften 2012 in Ruhpolding und 2013. Für weitere Quotenplätze mussten sich die Biathleten über ihre Leistungen noch qualifizieren. Die Qualifikationsphase lief bis zum 19. Januar 2014, Qualifikationsergebnisse konnten über den Weltcup und den IBU-Cup gesammelt werden. Falls einzelne NOKs bis zum 20. Januar 2014 nicht für alle Quotenplätze qualifizierte Starter nannten, konnten diese Plätze durch den Vorstand des Biathlon-Weltverbands und das Internationale Olympische Komitee an bislang nicht qualifizierte NOKs vergeben werden. Durch die Begrenzung der Startplätze für Einzelstarter waren auch die Startplätze der Staffeln sowohl bei Männern wie auch den Frauen auf 20 begrenzt.
| Platz | Mannschaft Männer | Punkte WM 2012 | Punkte WM 2013 | Qualifikationspunkte Männer | Quotenplätze Männer | Mannschaft Frauen | Punkte WM 2012 | Punkte WM 2013 | Qualifikationspunkte Frauen | Quotenplätze Frauen |
| ----- | ----------------- | -------------- | -------------- | --------------------------- | ------------------- | ----------------- | -------------- | -------------- | --------------------------- | ------------------- |
| 01    | Frankreich        | 1204           | 1229           | 2433                        | 6                   | Norwegen          | 1104           | 1175           | 2279                        | 6                   |
| 02    | Norwegen          | 1177           | 1223           | 2400                        | 6                   | Ukraine           | 1013           | 1235           | 2248                        | 6                   |
| 03    | Deutschland       | 1131           | 1086           | 2217                        | 6                   | Russland          | 1073           | 1144           | 2217                        | 6                   |
| 04    | Russland          | 1011           | 1065           | 2076                        | 6                   | Deutschland       | 1155           | 1057           | 2212                        | 6                   |
| 05    | Österreich        | 1038           | 0997           | 2035                        | 6                   | Frankreich        | 1195           | 1009           | 2204                        | 6                   |
| 06    | Tschechien        | 0982           | 0983           | 1965                        | 5                   | Belarus           | 1042           | 0930           | 1972                        | 5                   |
| 07    | Italien           | 1004           | 0940           | 1944                        | 5                   | Polen             | 0928           | 0972           | 1900                        | 5                   |
| 08    | Schweden          | 0894           | 0953           | 1847                        | 5                   | Slowakei          | 0902           | 0906           | 1808                        | 5                   |
| 09    | USA               | 0848           | 0904           | 1752                        | 5                   | Italien           | 0796           | 0991           | 1787                        | 5                   |
| 10    | Slowenien         | 0916           | 0826           | 1742                        | 5                   | Schweden          | 0994           | 0746           | 1740                        | 5                   |
| 11    | Ukraine           | 0898           | 0816           | 1714                        | 5                   | Tschechien        | 0749           | 0929           | 1678                        | 5                   |
| 12    | Schweiz           | 0884           | 0753           | 1637                        | 5                   | USA               | 0814           | 0817           | 1631                        | 5                   |
| 13    | Kanada            | 0752           | 0882           | 1634                        | 5                   | Kanada            | 0812           | 0722           | 1534                        | 5                   |
| 14    | Bulgarien         | 0776           | 0757           | 1533                        | 5                   | Kasachstan        | 0702           | 0649           | 1351                        | 5                   |
| 15    | Slowakei          | 0752           | 0780           | 1532                        | 5                   | Finnland          | 0705           | 0630           | 1335                        | 5                   |
| 16    | Belarus           | 0796           | 0717           | 1513                        | 5                   | Schweiz           | 0572           | 0753           | 1325                        | 4                   |
| 17    | Estland           | 0666           | 0664           | 1330                        | 5                   | Österreich        | 0679           | 0636           | 1315                        | 4                   |
| 18    | Kasachstan        | 0670           | 0595           | 1265                        | 5                   | Estland           | 0739           | 0560           | 1299                        | 4                   |
| 19    | Polen             | 0570           | 0467           | 1037                        | 5                   | Japan             | 0699           | 0535           | 1234                        | 4                   |
| 20    | Finnland          | 0508           | 0524           | 1032                        | 5                   | China             | 0421           | 0750           | 1171                        | 4                   |
| 21    | Lettland          | 0524           | 0486           | 1010                        | 1                   | Slowenien         | 0518           | 0652           | 1170                        | 1                   |
| 22    | Japan             | 0598           | 0366           | 0964                        | 1                   | Bulgarien         | 0595           | 0568           | 1163                        | 1                   |
| 23    | Litauen           | 0395           | 0522           | 0917                        | 1                   | Rumänien          | 0553           | 0514           | 1067                        | 1                   |
| 24    | CHN               | 0369           | 0529           | 0898                        | 1                   | Litauen           | 0484           | 0408           | 0892                        | 1                   |
| 25    | Rumänien          | 0164           | 0577           | 0741                        | 1                   | Großbritannien    | 0450           | 0318           | 0768                        | 1                   |
| 26    | Großbritannien    | 0289           | 0370           | 0659                        | 1                   | Südkorea          | 0356           | 0371           | 0727                        | 1                   |
| 27    | Serbien           | 0292           | 0357           | 0649                        | 1                   | Lettland          | 0343           | 0233           | 0576                        | 1                   |
| 28    | Südkorea          | 0271           | 0329           | 0600                        | 1                   | Andorra           | 0182           | 0174           | 0356                        | –                   |
| 29    | Spanien           | 0258           | 0219           | 0477                        | –                   | Spanien           | 0114           | 0165           | 0279                        | –                   |
| 30    | Belgien           | 0241           | 0141           | 0382                        | –                   | Neuseeland        | 0119           | 0100           | 0219                        | –                   |
| 31    | Australien        | 0134           | 0155           | 0289                        | –                   | Ungarn            | 0111           | 0108           | 0219                        | –                   |
| 32    | Ungarn            | 0134           | 0115           | 0249                        | –                   | Brasilien         | 0086           | 0072           | 0158                        | –                   |
| 33    | Türkei            | 0136           | 0100           | 0236                        | –                   | Moldau            | 0079           | 0061           | 0140                        | –                   |
| 34    | Niederlande       | 0066           | 0154           | 0220                        | –                   | Australien        | 0062           | 0066           | 0128                        | –                   |
| 35    | Mazedonien        | 0077           | 0097           | 0174                        | –                   | Bosnien           | 0064           | 0052           | 0116                        | –                   |
| 36    | Kroatien          | 0087           | 0082           | 0169                        | –                   | Türkei            | 0052           | 0056           | 0108                        | –                   |
| 37    | Bosnien           | 0073           | 0069           | 0142                        | –                   | Griechenland      | 0026           | 0068           | 0094                        | –                   |
| 38    | Moldau            | 0040           | 0062           | 0102                        | –                   | Niederlande       | 0077           | 000            | 0077                        | –                   |
| 39    | Dänemark          | 0076           | 0016           | 0092                        | –                   | Dänemark          | 0065           | 000            | 0065                        | –                   |
| 40    | Griechenland      | 0036           | 0020           | 0056                        | –                   |                   |                |                |                             |                     |
| 41    | Usbekistan        | 0032           | 000            | 0032                        | –                   |                   |                |                |                             |                     |

## Zeitplan
| Tag | Datum | Datum         | Ortszeit | MEZ   | Wettkampf                           | Olympiasieger 2010  | Weltmeister 2013    |
| --- | ----- | ------------- | -------- | ----- | ----------------------------------- | ------------------- | ------------------- |
| 02  | Sa    | 08. Februar   | 18:30    | 15:30 | 10 km Sprint Männer                 | Vincent Jay 1       | Emil Hegle Svendsen |
| 03  | So    | 09. Februar   | 18:30    | 15:30 | 7,5 km Sprint Frauen                | Anastasiya Kuzmina  | Olena Pidhruschna   |
| 04  | Mo    | 10. Februar   | 19:00    | 16:00 | 12,5 km Verfolgung Männer           | Björn Ferry         | Emil Hegle Svendsen |
| 05  | Di    | 11. Februar   | 19:00    | 16:00 | 10 km Verfolgung Frauen             | Magdalena Neuner 2  | Tora Berger         |
| 07  | Do    | 13. Februar   | 18:00    | 15:00 | 20 km Einzel Männer                 | Emil Hegle Svendsen | Martin Fourcade     |
| 08  | Fr    | 14. Februar   | 18:00    | 15:00 | 15 km Einzel Frauen                 | Tora Berger         | Tora Berger         |
| 11  | Mo    | 17. Februar   | 19:00    | 16:00 | 12,5 km Massenstart Frauen          | Magdalena Neuner 2  | Darja Domratschawa  |
| 12  | Di    | 18. Februar 3 | 14:45    | 11:45 | 15 km Massenstart Männer            | Jewgeni Ustjugow    | Tarjei Bø           |
| 13  | Mi    | 19. Februar   | 18:30    | 15:30 | 2 × 6 km + 2 × 7,5 km Mixed-Staffel | nicht ausgetragen   | Norwegen            |
| 15  | Fr    | 21. Februar   | 18:30    | 15:30 | 4 × 6 km Staffel Frauen             | Russland            | Norwegen            |
| 16  | Sa    | 22. Februar   | 18:30    | 15:30 | 4 × 7,5 km Staffel Männer           | Norwegen            | Norwegen            |

## Ergebnisse Männer

### Sprint 10 km
| Platz | Land | Sportler                | Zeit (min) | Fehler |
| ----- | ---- | ----------------------- | ---------- | ------ |
| 1     | NOR  | Ole Einar Bjørndalen    | 24:33,5    | 1      |
| 2     | AUT  | Dominik Landertinger    | 24:34,8    | 0      |
| 3     | CZE  | Jaroslav Soukup         | 24:39,2    | 0      |
| 4     | RUS  | Anton Schipulin         | 24:39,9    | 1      |
| 5     | CAN  | Jean-Philippe Leguellec | 24:43,2    | 0      |
| 6     | FRA  | Martin Fourcade         | 24:45,9    | 1      |
| 7     | AUT  | Simon Eder              | 24:47,2    | 0      |
| 8     | CZE  | Ondřej Moravec          | 24:48,1    | 0      |
| 9     | NOR  | Emil Hegle Svendsen     | 25:02,8    | 1      |
| 10    | SLO  | Jakov Fak               | 25:06,5    | 0      |

Datum: 8. Februar 2014, 18:30 Uhr 

Olympiasieger 2010:  Vincent Jay 

Weltmeister 2013:  Emil Hegle Svendsen
Totalanstieg: 381 m, Maximalanstieg: 28 m, Höhenunterschied: 57 m 

87 Teilnehmer aus 31 Ländern, alle in der Wertung.
Der Russe Jewgeni Ustjugow (Platz 16) und der Ukrainer Serhij Sednjew (Platz 44) wurden nachträglich wegen Dopings disqualifiziert. Die weiteren Teilnehmer rückten entsprechend auf.

### Verfolgung 12,5 km
| Platz | Land | Sportler               | Zeit (min) | Fehler |
| ----- | ---- | ---------------------- | ---------- | ------ |
| 1     | FRA  | Martin Fourcade        | 33:48,6    | 1      |
| 2     | CZE  | Ondřej Moravec         | 34:02,7    | 0      |
| 3     | FRA  | Jean-Guillaume Béatrix | 34:12,8    | 1      |
| 4     | NOR  | Ole Einar Bjørndalen   | 34:14,5    | 3      |
| 5     | GER  | Simon Schempp          | 34:27,7    | 1      |
| 6     | NOR  | Emil Hegle Svendsen    | 34:28,8    | 1      |
| 7     | AUT  | Simon Eder             | 34:28,9    | 2      |
| 8     | LAT  | Andrejs Rastorgujevs   | 34:36,9    | 1      |
| 8     | AUT  | Dominik Landertinger   | 34:37,5    | 3      |
| 10    | CAN  | Nathan Smith           | 34:37,7    | 1      |

Datum: 10. Februar 2014, 19:00 Uhr 

Olympiasieger 2010:  Björn Ferry 

Weltmeister 2013:  Emil Hegle Svendsen
Totalanstieg: 430 m, Maximalanstieg: 31 m, Höhenunterschied: 31 m
59 Teilnehmer aus 21 Ländern, alle in der Wertung.
Der Russe Jewgeni Ustjugow (Platz 5) und der Ukrainer Serhij Sednjew (Platz 54) wurden nachträglich wegen Dopings disqualifiziert. Die weiteren Teilnehmer rückten entsprechend auf.

### Einzel 20 km
| Platz | Land | Sportler               | Zeit (min) | Fehler |
| ----- | ---- | ---------------------- | ---------- | ------ |
| 1     | FRA  | Martin Fourcade        | 49:31,7    | 1      |
| 2     | GER  | Erik Lesser            | 49:43,9    | 0      |
| 3     | RUS  | Jewgeni Garanitschew   | 50:06,2    | 1      |
| 4     | AUT  | Simon Eder             | 50:09,5    | 1      |
| 5     | AUT  | Dominik Landertinger   | 50:10,2    | 0      |
| 6     | FRA  | Jean-Guillaume Béatrix | 50:15,5    | 1      |
| 7     | NOR  | Emil Hegle Svendsen    | 50:30,3    | 1      |
| 8     | USA  | Lowell Bailey          | 50:57,4    | 1      |
| 9     | UKR  | Serhij Semenow         | 51:07,9    | 1      |
| 10    | GER  | Daniel Böhm            | 51:09,4    | 1      |

Datum: 13. Februar 2014, 18:00 Uhr 

Olympiasieger 2010:  Emil Hegle Svendsen 

Weltmeister 2013:  Martin Fourcade
Totalanstieg: 705 m, Maximalanstieg: 28 m, Höhenunterschied: 57 m 

89 Teilnehmer aus 31 Ländern, davon 87 in der Wertung.
Die Russen Alexander Loginow (Platz 30) und Jewgeni Ustjugow (Platz 38) wurden nachträglich wegen Dopings disqualifiziert. Die weiteren Teilnehmer rückten entsprechend auf.

### Massenstart 15 km
| Platz | Land | Sportler                | Zeit (min) | Fehler |
| ----- | ---- | ----------------------- | ---------- | ------ |
| 1     | NOR  | Emil Hegle Svendsen     | 42:29,1    | 0      |
| 2     | FRA  | Martin Fourcade         | 42:29,1    | 1      |
| 3     | CZE  | Ondřej Moravec          | 42:42,9    | 0      |
| 4     | SLO  | Jakov Fak               | 42:57,2    | 2      |
| 5     | RUS  | Jewgeni Garanitschew    | 43:25,3    | 3      |
| 6     | SWE  | Fredrik Lindström       | 43:30,5    | 2      |
| 7     | AUT  | Dominik Landertinger    | 43:32,8    | 2      |
| 8     | NOR  | Johannes Thingnes Bø    | 43:34,2    | 1      |
| 9     | CAN  | Brendan Green           | 43:38,3    | 2      |
| 10    | CAN  | Jean-Philippe Leguellec | 43:41,6    | 1      |

Datum: 18. Februar 2014, 14:45 Uhr 

Olympiasieger 2010:  Jewgeni Ustjugow 

Weltmeister 2013:  Tarjei Bø
Totalanstieg: 550 m, Maximalanstieg: 28 m, Höhenunterschied: 57 m 

30 Teilnehmer aus 13 Ländern, davon 27 in der Wertung.
Ursprünglich hätte das Massenstartrennen am 16. Februar um 19:00 Uhr stattfinden sollen. Aufgrund von dichtem Nebel wurde das Rennen zunächst um eine Stunde, später auf 10:00 Uhr am nächsten Tag verschoben. Auch dieser Termin konnte wegen Nebels nicht eingehalten werden; er musste zuerst auf den Nachmittag und schließlich wiederum um einen Tag verschoben werden.
Der Russe Jewgeni Ustjugow (Platz 19) wurde nachträglich wegen Dopings disqualifiziert. Die weiteren Teilnehmer rückten entsprechend auf.

### Staffel 4 × 7,5 km
| Platz | Land Sportler                                                                    | Zeit (h)  | Strafrunden + Nachlader |
| ----- | -------------------------------------------------------------------------------- | --------- | ----------------------- |
| 1     | vakant                                                                           |           |                         |
| 2     | Deutschland Erik Lesser Daniel Böhm Arnd Peiffer Simon Schempp                   | 1:12:19,4 | 0+2                     |
| 3     | Österreich Christoph Sumann Daniel Mesotitsch Simon Eder Dominik Landertinger    | 1:12:45,7 | 0+7                     |
| 4     | Norwegen Tarjei Bø Johannes Thingnes Bø Ole Einar Bjørndalen Emil Hegle Svendsen | 1:13:10,3 | 1+5                     |
| 5     | Italien Christian De Lorenzi Dominik Windisch Markus Windisch Lukas Hofer        | 1:13:15,5 | 0+11                    |
| 6     | Slowenien Peter Dokl Jakov Fak Klemen Bauer Janez Marič                          | 1:13:43,1 | 0+5                     |
| 7     | Kanada Jean-Philippe Leguellec Scott Perras Brendan Green Nathan Smith           | 1:13:46,2 | 1+10                    |
| 8     | Frankreich Alexis Bœuf Jean-Guillaume Béatrix Simon Desthieux Martin Fourcade    | 1:13:46,4 | 0+7                     |

Datum: 22. Februar 2014, 18:30 Uhr 

Olympiasieger 2010:  Norwegen I Halvard Hanevold, Tarjei Bø, Emil Hegle Svendsen, Ole Einar Bjørndalen 

Weltmeister 2013:  Norwegen I Ole Einar Bjørndalen, Henrik L’Abée-Lund, Tarjei Bø, Emil Hegle Svendsen
Totalanstieg: 4 × 258 m, Maximalanstieg: 31 m, Höhenunterschied: 31 m 

19 Staffeln, alle in der Wertung.
Aufgrund des Dopingvergehens von Jewgeni Ustjugow wurde die siegreiche russische Staffel nachträglich disqualifiziert. Eine Neuvergabe der Medaillen hat das IOC bislang noch nicht vorgenommen.

## Ergebnisse Frauen

### Sprint 7,5 km
| Platz | Land | Sportlerin          | Zeit (min) | Fehler |
| ----- | ---- | ------------------- | ---------- | ------ |
| 1     | SVK  | Anastasiya Kuzmina  | 21:06,8    | 0      |
| 2     | RUS  | Olga Wiluchina      | 21:25,7    | 0      |
| 3     | UKR  | Wita Semerenko      | 21:28,5    | 0      |
| 4     | ITA  | Karin Oberhofer     | 21:34,7    | 0      |
| 5     | FRA  | Anaïs Bescond       | 21:36,7    | 1      |
| 6     | ITA  | Dorothea Wierer     | 21:37,4    | 0      |
| 7     | POL  | Weronika Nowakowska | 21:37,6    | 1      |
| 8     | SUI  | Elisa Gasparin      | 21:38,2    | 0      |
| 9     | BLR  | Darja Domratschawa  | 21:38,6    | 1      |
| 10    | NOR  | Tora Berger         | 21:40,6    | 1      |

Datum: Sonntag, 9. Februar 2014, 18:30 Uhr 

Olympiasiegerin 2010:  Anastasiya Kuzmina 

Weltmeisterin 2013:  Olena Pidhruschna 

Totalanstieg: 258 m, Maximalanstieg: 31 m, Höhenunterschied: 31 m 

84 Teilnehmerinnen aus 33 Ländern, davon 81 in der Wertung.
Die Russin Olga Saizewa (Platz 28) wurde nachträglich wegen Dopings disqualifiziert. Die weiteren Teilnehmerinnen rückten entsprechend auf.
Der CAS nahm die ursprünglich ebenfalls ausgesprochenen Disqualifikationen von Silbermedaillengewinnerin Olga Wiluchina und Jana Romanowa (Platz 19) wieder zurück.

### Verfolgung 10 km
| Platz | Land | Sportlerin           | Zeit (min) | Fehler |
| ----- | ---- | -------------------- | ---------- | ------ |
| 1     | BLR  | Darja Domratschawa   | 29:30,7    | 1      |
| 2     | NOR  | Tora Berger          | 30:08,3    | 1      |
| 3     | SLO  | Teja Gregorin        | 30:12,7    | 1      |
| 4     | CZE  | Gabriela Soukalová   | 30:18,3    | 1      |
| 5     | UKR  | Walentyna Semerenko  | 30:23,6    | 1      |
| 6     | SVK  | Anastasiya Kuzmina   | 30:29,1    | 2      |
| 7     | RUS  | Olga Wiluchina       | 30:32,9    | 1      |
| 8     | ITA  | Karin Oberhofer      | 30:37,8    | 1      |
| 9     | NOR  | Ann Kristin Flatland | 30:40,2    | 0      |
| 10    | UKR  | Wita Semerenko       | 30:40,3    | 2      |

Datum: 11. Februar 2014, 19:00 Uhr 

Olympiasiegerin 2010:  Magdalena Neuner 

Weltmeisterin 2013:  Tora Berger
Totalanstieg: 295 m, Maximalanstieg: 28 m, Höhenunterschied: 29 m 

60 Teilnehmerinnen aus 23 Ländern, davon 53 in der Wertung.
Die Russin Olga Saizewa (Platz 11) wurde nachträglich wegen Dopings disqualifiziert. Die weiteren Teilnehmerinnen rückten entsprechend auf.
Der CAS nahm die ursprünglich ebenfalls ausgesprochenen Disqualifikationen von Olga Wiluchina (Platz 7) und Jana Romanowa (Platz 22) wieder zurück.

### Einzel 15 km
| Platz | Land | Sportlerin         | Zeit (min) | Fehler |
| ----- | ---- | ------------------ | ---------- | ------ |
| 1     | BLR  | Darja Domratschawa | 43:19,6    | 1      |
| 2     | SUI  | Selina Gasparin    | 44:35,3    | 0      |
| 3     | BLR  | Nadseja Skardsina  | 44:57,8    | 0      |
| 4     | CZE  | Gabriela Soukalová | 45:17,1    | 2      |
| 5     | FRA  | Anaïs Bescond      | 45:34,0    | 2      |
| 6     | CZE  | Veronika Vítková   | 45:46,0    | 1      |
| 7     | UKR  | Julija Dschyma     | 45:49,9    | 1      |
| 8     | UKR  | Olena Pidhruschna  | 45:59,5    | 1      |
| 9     | FIN  | Kaisa Mäkäräinen   | 46:02,5    | 3      |
| 10    | POL  | Krystyna Pałka     | 46:27,3    | 0      |

Datum: 14. Februar 2014, 18:00 Uhr 

Olympiasiegerin 2010:  Tora Berger 

Weltmeisterin 2013:  Tora Berger
Totalanstieg: 550 m, Maximalanstieg: 28 m, Höhenunterschied: 57 m 

82 Teilnehmerinnen aus 32 Ländern, davon 76 in der Wertung.
Die Russinnen Olga Saizewa (Platz 15) und Jekaterina Glasyrina (Platz 61) wurden nachträglich wegen Dopings disqualifiziert. Die weiteren Teilnehmerinnen rückten entsprechend auf.
Der CAS nahm die ursprünglich ebenfalls ausgesprochene Disqualifikation von Jana Romanowa (Platz 52) wieder zurück.

### Massenstart 12,5 km
| Platz | Land | Sportlerin         | Zeit (min) | Fehler |
| ----- | ---- | ------------------ | ---------- | ------ |
| 1     | BLR  | Darja Domratschawa | 35:25,6    | 1      |
| 2     | CZE  | Gabriela Soukalová | 35:45,8    | 1      |
| 3     | NOR  | Tiril Eckhoff      | 35:52,9    | 1      |
| 4     | SLO  | Teja Gregorin      | 36:05,0    | 0      |
| 5     | POL  | Monika Hojnisz     | 36:20,5    | 0      |
| 6     | FIN  | Kaisa Mäkäräinen   | 36:27,1    | 2      |
| 7     | UKR  | Olena Pidhruschna  | 36:37,1    | 0      |
| 8     | CZE  | Veronika Vítková   | 36:49,3    | 0      |
| 9     | SUI  | Selina Gasparin    | 36:54,9    | 2      |
| 10    | FRA  | Anaïs Bescond      | 36:55,3    | 3      |

Datum: 17. Februar 2014, 19:00 Uhr 

Olympiasiegerin 2010:  Magdalena Neuner 

Weltmeisterin 2013:  Darja Domratschawa
Totalanstieg: 295 m, Maximalanstieg: 28 m, Höhenunterschied: 29 m 

30 Teilnehmerinnen aus 15 Ländern, davon 26 in der Wertung.
Die Deutsche Evi Sachenbacher-Stehle (Platz 4) und die Russin Olga Saizewa (Platz 23) wurden nachträglich wegen Dopings disqualifiziert. Die weiteren Teilnehmerinnen rückten entsprechend auf.
Der CAS nahm die ursprünglich ebenfalls ausgesprochene Disqualifikation von Olga Wiluchina (Platz 21) wieder zurück.

### Staffel 4 × 6 km
| Platz | Land Sportlerinnen                                                                  | Zeit (h)  | Strafrunden + Nachlader |
| ----- | ----------------------------------------------------------------------------------- | --------- | ----------------------- |
| 1     | Ukraine Wita Semerenko Julija Dschyma Walentyna Semerenko Olena Pidhruschna         | 1:10:02,5 | 0+5                     |
| 2     | Norwegen Fanny Welle-Strand Horn Tiril Eckhoff Ann Kristin Flatland Tora Berger     | 1:10:40,1 | 0+5                     |
| 3     | CZE Eva Puskarčíková Gabriela Soukalová Jitka Landová Veronika Vítková              | 1:11:25,7 | 0+14                    |
| 4     | Belarus Ljudmila Kalintschyk Nadseja Skardsina Nadseja Pissarawa Darja Domratschawa | 1:11:33,4 | 1+8                     |
| 5     | Italien Dorothea Wierer Nicole Gontier Michela Ponza Karin Oberhofer                | 1:11:43,3 | 1+9                     |
| 6     | USA Susan Dunklee Hannah Dreissigacker Sara Studebaker Annelies Cook                | 1:12:14,2 | 0+13                    |
| 7     | Kanada Rosanna Crawford Megan Imrie Megan Heinicke Zina Kocher                      | 1:12:21,5 | 2+12                    |
| 8     | Schweiz Selina Gasparin Elisa Gasparin Aita Gasparin Irene Cadurisch                | 1:12:34,3 | 0+9                     |

Datum: 21. Februar 2014, 18:30 Uhr 

Olympiasieger 2010:  Russland I Swetlana Slepzowa, Anna Bulygina-Titowez, Olga Medwedzewa, Olga Saizewa 

Weltmeister 2013:  Norwegen I Hilde Fenne,  Ann Kristin Flatland, Synnøve Solemdal, Tora Berger
Totalanstieg: 4 × 177 m, Maximalanstieg: 28 m, Höhenunterschied: 29 m 

17 Staffeln, davon 15 in der Wertung.
Nach einem positiven Dopingtest bei Olga Saizewa wurde der russischen Staffel ihre Silbermedaille aberkannt. Im Mai 2022 erkannte das IOC Norwegen die Silbermedaille und Tschechien die Bronzemedaille zu. Die offizielle Medaillenzeremonie für die tschechische Staffel fand am 4. März 2023 am Rande des Biathlon-Weltcups in Nové Město na Moravě statt.

## Ergebnisse Mixed

### Staffel 2 × 6 km + 2 × 7,5 km
| Platz | Land Sportler                                                                      | Zeit (h)  | Strafrunden + Nachlader |
| ----- | ---------------------------------------------------------------------------------- | --------- | ----------------------- |
| 1     | Norwegen Tora Berger Tiril Eckhoff Ole Einar Bjørndalen Emil Hegle Svendsen        | 1:09:17,0 | 0+2                     |
| 2     | Tschechien Veronika Vítková Gabriela Soukalová Jaroslav Soukup Ondřej Moravec      | 1:09:49,6 | 0+7                     |
| 3     | Italien Dorothea Wierer Karin Oberhofer Dominik Windisch Lukas Hofer               | 1:10:15,2 | 0+6                     |
| 4     | Slowakei Jana Gereková Anastasiya Kuzmina Pavol Hurajt Matej Kazár                 | 1:11:04,7 | 0+10                    |
| 5     | Frankreich Marie Dorin-Habert Anaïs Bescond Jean-Guillaume Béatrix Martin Fourcade | 1:12:04,3 | 1+8                     |
| 6     | Ukraine Natalija Burdyha Marija Panfilowa Andrij Derysemlja Serhij Semenow         | 1:12:05,2 | 1+8                     |
| 7     | USA Susan Dunklee Hannah Dreissigacker Tim Burke Lowell Bailey                     | 1:12:20,1 | 1+13                    |
| 7     | Österreich Lisa Hauser Katharina Innerhofer Daniel Mesotitsch Friedrich Pinter     | 1:12:34,8 | 1+7                     |

Datum: 19. Februar 2014, 18:30 Uhr 

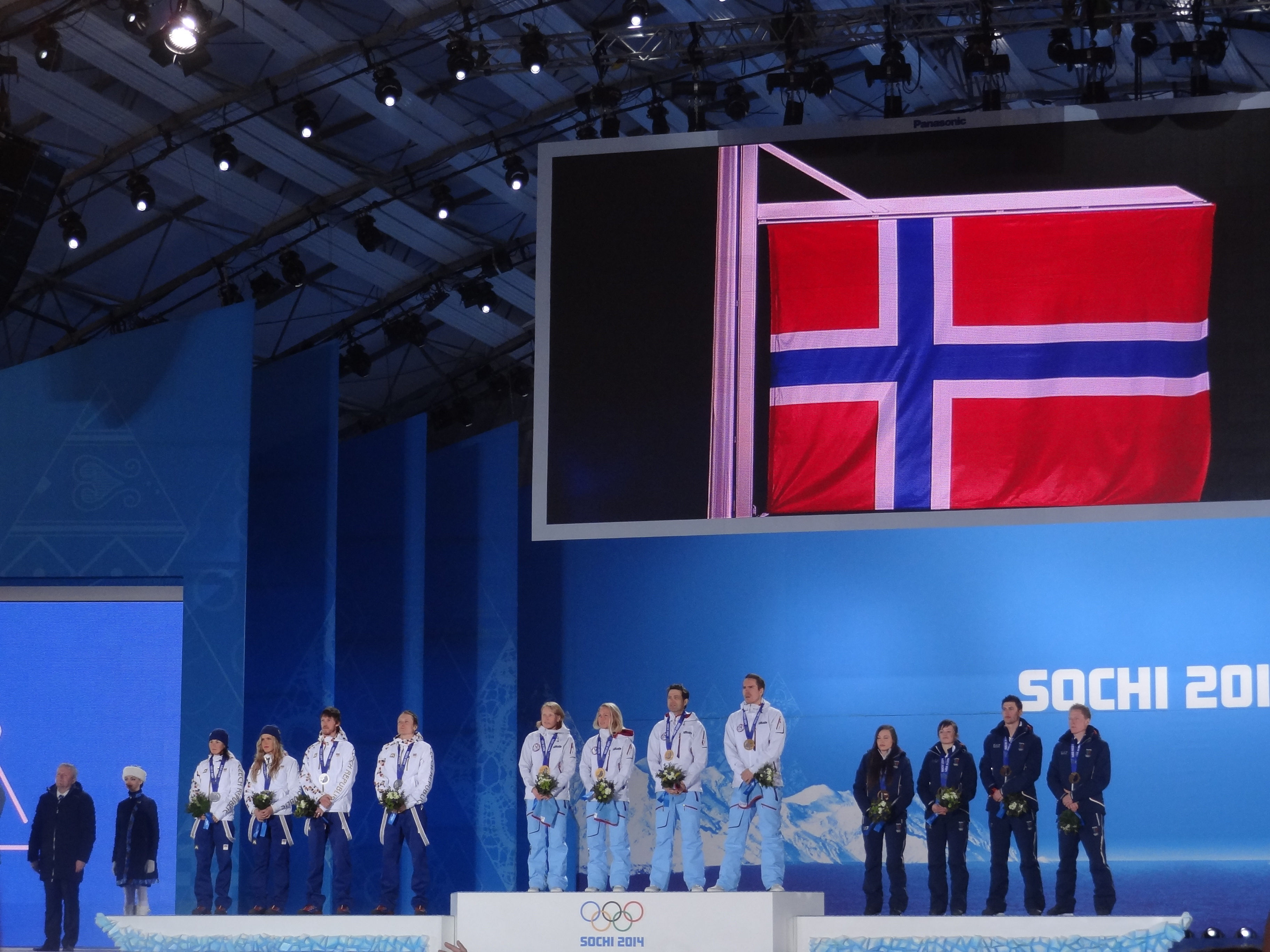
Siegerehrung der Mixed-Staffel

Weltmeister 2013:  Norwegen I Tora Berger, Synnøve Solemdal, Tarjei Bø, Emil Hegle Svendsen 

Totalanstieg: 2 × 177 m / 2 × 258 m; Maximalanstieg: 28 m / 31 m; Höhenunterschied: 29 m / 31 m 

16 Staffeln, davon 14 in der Wertung.
Aufgrund von positiven Dopingtests bei Evi Sachenbacher-Stehle und Olga Saizewa wurden die Staffeln aus Deutschland (Platz 4) und Russland (Platz 5) nachträglich disqualifiziert. Die weiteren Mannschaften rückten entsprechend auf.